# Bematistes macarioides
Bematistes macarioides är en fjärilsart som beskrevs av Aurivillius 1893. Bematistes macarioides ingår i släktet Bematistes och familjen praktfjärilar. Inga underarter finns listade i Catalogue of Life.